# Érard III du Puiset
Érard III du Puiset, tué en Palestine le 21 août 1099, fut seigneur du Puiset et vicomte de Chartres. Il était fils d'Hugues Ier Blavons, seigneur du Puiset, et d'Alix de Montlhéry.

## Biographie
On le fait généralement succéder à son père que l'on pensait mort en 1094, deux ans avant le départ d'Érard pour la première croisade ; mais une charte publiée et traduite en 2008 nous montre Hugues encore vivant en 1096. Érard meurt en Palestine après la prise de Jérusalem.
Marié à Adélaïde, comtesse de Corbeil, fille de Bouchard II, comte de Corbeil, et d'Adélaïde de Crécy, et eut :
- Gilduin ;
- Hugues III († 1132), seigneur du Puiset, comte de Corbeil, vicomte de Chartres.